# Chrysolina milleri
Chrysolina milleri é uma espécie de artrópode pertencente à família Chrysomelidae.